# Moa de Bruin
Moa de Bruin, född 1983, är en svensk barnboksförfattare.Vera Svansons dagbok för tacoälskare och halloweenfantaster på Rabén & Sjögren var hennes debutbok. 

### Vera Svansons dagbok-serien
- 2020 – Vera Svansons dagbok för tacoälskare och halloweenfantaster
- 2021 – Vera Svansons dagbok för vloggstjärnor och lifehackberoende
- 2022 – Vera Svansons dagbok för hjärtekrossade och bästistjuvar
- 2023 – Vera Svansons dagbok för trädgårdstomtar och superkära
- 2024 – Vera Svansons dagbok för teaterapor och närsynta

### Övriga böcker
- 2024 – Mitt medelroliga liv